# Allochaeta senex
Allochaeta senex är en tvåvingeart som beskrevs av Borgmeier och Prado 1975. Allochaeta senex ingår i släktet Allochaeta och familjen puckelflugor. Inga underarter finns listade i Catalogue of Life.